# Lailunggi
Lailunggi is een bestuurslaag in het regentschap Oost-Soemba van de provincie Oost-Nusa Tenggara, Indonesië. Lailunggi telt 1265 inwoners (volkstelling 2010).